# Statens konstråd
Statens konstråd är en svensk statlig förvaltningsmyndighet, som sorterar under Kulturdepartementet. Myndigheten verkar för att konst ska vara tillgänglig och nyskapande där människor lever, arbetar och bor och arbetar med att producera och förvalta framtidens kulturarv. I maj 2025 beslutade regeringen att myndigheten tillsammans med Arkdes slås samman med Moderna Museet från den 1 januari 2026.
Statens konstråds viktigaste uppgift är att verka för att konsten blir ett betydelsefullt inslag i samhällsmiljön. Det görs genom att myndigheten producerar, beställer och förvärvar konstverk och gestaltningar för platser över hela landet samt utvecklar och sprider kunskap om offentlig konst. En annan viktig del av myndighetens uppdrag är att stärka den nationella infrastrukturen för professionella konstaktörer och stötta konstorganisationer.

## Historik
Myndigheten Statens konstråd bildades 1937 med den huvudsakliga målsättningen att konsten skulle ”bliva allas egendom”. Bildandet skedde efter en utredning som tillsatts 1936 av ecklesiastikminister Arthur Engberg. En utgångspunkt för utredningen var att "i större utsträckning än hittills och på ett mer planmässigt sätt taga [konstnärerna] i anspråk för konstnärliga kulturinsatser i samhällets tjänst". Myndighetens uppdrag blev att verka för konstnärliga gestaltningar i statliga verksamheter och dess byggnader, och på så sätt bidra till kreativa och attraktiva miljöer för arbetstagare och medborgare. Redan 1937 fick konstrådet också i uppdrag att skapa ökade arbetstillfällen och gynnsammare arbetsvillkor för svenska konstnärer. Grundinställningen var att ”konsten fyllde en verklig uppgift i samhället” och att den därför inte skulle ”betraktas som en lyxvara, förbehållen ett penningstarkt fåtal”. Konsten skulle ta plats i de gemensamma rummen, i ”såväl offentliga byggnader och samlingslokaler som på arbetsplatserna, i fabrikerna och på kontoren.” 
År 1940 färdigställdes det allra första beställda konstverket på uppdrag av Statens konstråd. Konstnären Alf Munthe helhetsgestaltade då Doprummet (nu Andaktsrummet) på Karolinska sjukhuset i Solna.
Att Statens konstråd inrättades och att medel avsattes för konst i samband med nya statliga byggnader har haft stor betydelse för den offentliga konsten i Sverige. Staten är en stor fastighetsägare men initiativet har också lett till att andra delar av den offentliga sektorn och privata fastighetsägare kommit att sätta av en andel av byggnadskostnaderna till konstnärlig gestaltning. I regeringens proposition till riksdagen angavs ett riktmärke på att 1% av byggnadskostnaderna skulle anslås till konstnärlig gestaltning.   
Statens konstråd har beställt nästan 2 000 byggnadsanknutna offentliga konstverk sedan verksamheten startade 1937. Årligen placeras också över hundra nya konstkollektioner på statliga myndigheter, inklusive på svenska ambassader och konsulat. Statens samling av inköpt konst är en unik samling av cirka 100 000 konstverk där de flesta är utplacerade på myndigheter runt om i landet och på utlandsmyndigheter. Sedan 2004 har Statens konstråd tillsyn över statliga myndigheters och statliga organs vård av konstverk som ägs av staten.  
År 1997 utökades Statens konstråds verksamhetsområde med det så kallade Vidgade uppdraget. Det innefattade samarbeten för beställd konst med icke statliga aktörer såsom kommuner, landsting och privata byggherrar. År 2010 avslutades det Vidgade uppdraget och det nya Samverkan om gestaltning av offentliga miljöer inleddes i samarbete med Arkitekturmuseet (nu Arkdes), Boverket och Riksantikvarieämbetet. Sedan 2018 är offentlig konst också en del av politikområdet gestaltad livsmiljö, som genom arkitektur, form, design, konst och kulturmiljö tar ett helhetsgrepp om utformningen av våra gemensamma rum. Tillsammans kan dessa områden bidra till ett hållbart, jämlikt och mindre segregerat samhälle där alla ges goda förutsättningar att påverka utvecklingen av den gemensamma miljön. 
Sedan 2022 har myndigheten sina lokaler i Kasern II på Skeppsholmen. Där arrangeras programkvällar, föreläsningar, seminarier, utställningar och konstpresentationer. Statens konstråd arbetar även med programverksamhet i hela landet. 

## Chefer
- Gustaf Lindgren 1937–1947
- Boo von Malmborg 1948–1963
- Bo Lindwall (konsthistoriker) 1963–1970
- Justus Osterman 1970–1976
- Kurt Malmgren 1976
- Mailis Stensman 1977–1982
- Bertil Björkquist 1982–

- Staffan Cullberg 1991–2003
- Mikael Adsenius 2003–2012
- Magdalena Malm 2012–2020
- Patrick Amsellem 2020–2023
- Henrik Orrje 2024–, vikarierande direktör

## Budget
Statens konstråd har ett årligt anslag på 33,1 miljoner kronor (2012), för konstnärlig gestaltning av den gemensamma miljön. Samt ett årligt administrativt driftanslag på 7,9 miljoner kronor (2012).